# Palazzo Crivelli (già Sangiovanni Toffetti, Schiavini)
Il palazzo Crivelli, già Sangiovanni Toffetti, Schiavini, è una dimora storica privata di Crema.

## Storia
Il palazzo fu eretto su iniziativa di Carlo Sangiovanni Toffetti dopo aver acquistato nel 1640 cinque abitazioni contigue (delle quali due di proprietà dell'Ospedale degli Infermi) per ottenere l'area sulla quale costruirlo.
Poiché Carlo nei registri parrocchiali di San Giacomo risultava abitarvi nel 1663, a quella data doveva ormai essere concluso.
Negli anni successivi un solo evento rilevante è da segnalare: nel 1721 lo stabile ospitò gli Inquisitori di Terraferma Michele Morosini, Zan Alvise Mocenigo e Pietro Grimani; era un pool di magistrati inviati dal Senato veneto per raccogliere le lamentele dei cittadini, verificare la condotta del Podestà e degli amministratori anche con l'invito a presentare denunce segrete, come recitava un cartello appeso sulla facciata.
Nella circostanza, sul lato prospiciente via Alemanio Fino, veniva ricavata un'apertura per depositarvi le DENONZIE SEGRETE.

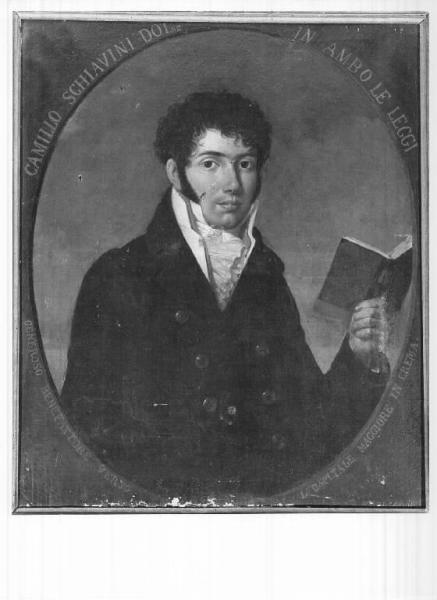
Autore anonimo, Ritratto di Camillo Schiavini, olio sul tela, post-1857, collezione dell'azienda sanitaria ASST Crema.

La famiglia Sangiovanni Toffetti si estinse con Lorenzo deceduto nel 1828 mentre dall'anno successivo il palazzo risulta proprietà di Camillo Schiavini. Costui, che ricoprì la carica di podestà dal 1835 al 1837, è passato alla storia per la sua passione per l'arte da cui le numerose opere raccolte quali medaglie, monete, stampe, un frammento (cornice e pavimento) del Partenone acquistato durante un viaggio a Costantinopoli nel 1840 o la Tersicore  di Antonio Canova comprata a Parigi dai Sommariva, il busto di papa Pio IX di Carlo Chelli (modellato da Cincinnato Baruzzi) acquistato nel 1846.
Camillo morì nel 1856 lasciando nel testamento 90 mila lire all'Ospedale degli Infermi; i beni passarono al figlio Giovanni e da questi, morto nel 1861, alla madre Chiara Severgnini. Deceduta la Severgnini tutti i beni furono ereditati dai parenti, gli Schiavini Cassi di Pesaro.
Nei primi decenni del Novecento Giulio Schiavini Cassi dilapidò tutto: dapprima fu venduta la collezione d'arte di Camillo: i libri (tra i quali parte provenienti dalla biblioteca dell'ex convento di Sant'Agostino) furono venduti all'antiquario torinese Bourlot. Una rarissima moneta coniata all'epoca di Giorgio Benzoni fu ritirata dal numismatico Ratto di Milano; la Tersicore di Canova fu ceduta al commendator Antonini di Monza; ignota la destinazione del busto di papa Pio IX. Quindi furono venduti i terreni in possesso a Ripalta Vecchia e Vaiano Cremasco; infine, nel 1929 fu venduto anche il palazzo cittadino all'avvocato Guido Crivelli ai cui eredi tuttora appartiene.

## Caratteristiche

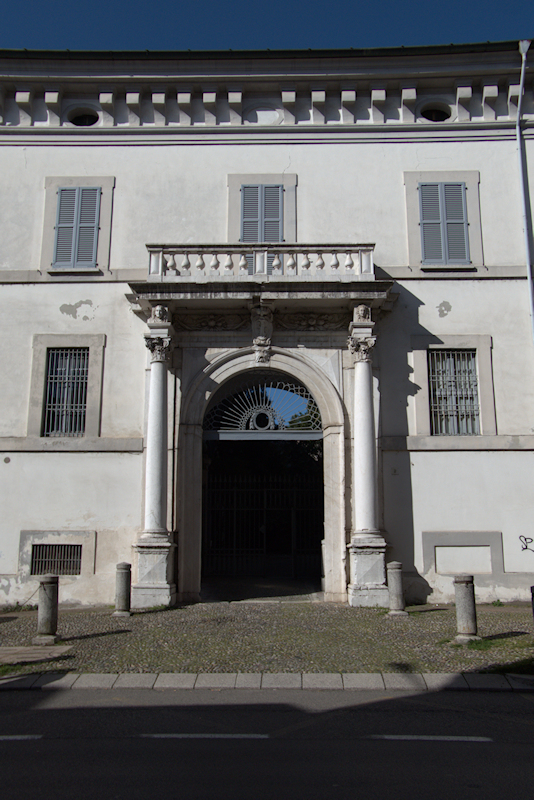
Il portale.

Lo stabile ha una pianta ad "U" con la facciata e l'ala destra che si sviluppano su tre piani quella sinistra su due.
La facciata piuttosto estesa, in stile classico, presenta marcapiani ed aperture con semplici cornici; nella parte superiore corre una fila di mensole sottogronda intervallate dalle finestre ad oculo che danno luce al solaio. 
La sobrietà esalta il monumentale portale, collocato in posizione decentrata; l'ingresso, con mascherone sulla chiave d'arco, è affiancato da colonne collocate su alti piedistalli, con capitelli in stile corinzio, dadi con teste femminili, reggenti un balcone balaustrato. Sotto vi è collocato lo stemma Sangiovanni Toffetti fiancheggiato da festoni con drappi e fiori.
Entrando si perviene ad un cortile con, a destra e a sinistra, due portici simmetrici a tre archi chiusi da vetrate. Una delle porte architravate del portico di destra conduceva allo studio di Camillo Schiavini e, a lato, è murato il frammento del Partenone, unica opera della collezione sopravvissuta alla dispersione. Lo Schiavini fece scrivere a don Felice Battaini Maspari una dedica tuttora esistente:
Le altre sale di rappresentanza sono caratterizzate da soffiti a cassettoni dipinti oppure a volta con affrescature decorative.